# Basilisken
Basilisken (Basiliscus) zijn een geslacht van hagedissen uit de familie Corytophanidae. Ze behoren tot de leguaanachtigen en zijn typische vertegenwoordigers van deze groep.
Basilisken hebben een slank, zijdelings afgeplat lichaam, lange poten een relatief zeer lange staart. De hagedissen hebben een groene of bruine lichaamskleur, vaak met vlekken en strepen. De mannetjes hebben opvallende kammen op de kop en de rug die voornamelijk dienen om concurrenten te imponeren. Alle soorten zijn in staat om op de achterpoten over het water te rennen om zo te ontsnappen aan vijanden. Hierdoor zijn ze erg bekend, ze worden in andere landen wel Jezus Christushagedissen genoemd.
Er zijn vier soorten, die voorkomen in Midden-Amerika en Zuid-Amerika. Alle soorten leven in warme en vochtige tropische bossen, vaak in de buurt van zoet oppervlaktewater. Basilisken leven van kleine dieren zoals insecten en eten daarnaast plantendelen zoals vruchten. Alle soorten zijn eierleggend en zetten de eieren af in de grond. De juvenielen lijken al op de ouders maar hebben nog geen kammen.

## Naam
Het geslacht Basiliscus werd voor het eerst wetenschappelijk beschreven door Josephus Nicolaus Laurenti in 1768. De eerst beschreven soort was de helmbasilisk die in 1758 genoemd werd in een publicatie van Carl Linnaeus. Linnaeus gebruikte oorspronkelijk de wetenschappelijke naam Lacerta basiliscus. Het geslacht Lacerta wordt tegenwoordig tot de echte hagedissen (Lacertidae) gerekend.
De geslachtsnaam Basiliscus is afgeleid van het Griekse woord basilískos (βασιλίσκος) en betekent 'kleine koning'. Deze naam wordt ook in andere talen gebruikt, zoals het Engelse 'basilisks', het Duitse 'basilisken', het Zweedse 'basilisker' en het Spaanse 'basiliscos'. De wetenschappelijke naam Basiliscus is evenals de Nederlandstalige naam gebaseerd op het fabeldier basilisk, die een hagedisachtig uiterlijk had. Deze mythische basilisk had enkele kenmerken die ook bij de hagedissen voorkomen, zo liep het fabeldier op twee poten en had een kroontje op zijn kop. De fabelbasilisk kon met zijn starende ogen mensen doden door ze aan te kijken. De 'echte' basilisken kunnen dit uiteraard niet maar hebben wel opvallend starende en fel gekleurde ogen die vaak geel van kleur zijn.
In Spaanstalige landen zoals Mexico wordt de hagedis ook wel met paso-rios aangeduid, dat 'rivier-oversteker' betekent.
Er is eveneens een fictieve basilisk; Basiliscus amoratus. Deze 'soort' is bedacht door Michael Crichton, auteur van het boek Jurassic Park. De hagedis komt voor in de boeken van Crichton als een kleine prehistorische hagedis.

## Verspreiding en habitat

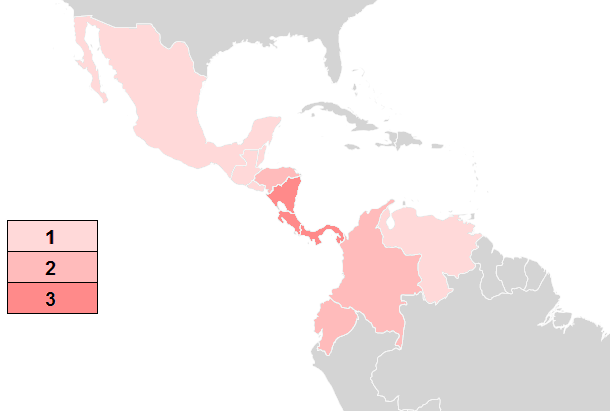
Verspreidingsgebied van de basilisken in Midden-Amerika in roodtinten.

Basilisken zijn bewoners van tropische regenwouden in de Nieuwe Wereld en dan meer specifiek tropisch Amerika. De vier soorten basilisken komen voor in alle landen van Midden-Amerika, van Mexico in het noorden tot Panama in het zuiden, en in delen van noordelijk Zuid-Amerika in de landen Colombia, Ecuador en Venezuela. De basilisken komen voor in de landen Belize, Colombia, Costa Rica, Ecuador, El Salvador, Guatemala, Honduras, Mexico, Nicaragua, Panama, Venezuela en de Verenigde Staten (geïntroduceerd). Op de verspreidingskaart rechts is het verspreidingsgebied van de basilisken weergegeven in roodtinten. Alleen de landen waar ze voorkomen zijn aangegeven, niet het exacte verspreidingsgebied. In Mexico komt de basilisk bijvoorbeeld niet in het noorden voor. De kleurcodes geven aan hoeveel soorten er in het land voorkomen. Alleen in Nicaragua, Panama en Costa Rica komen drie van de vier soorten voor.
De gestreepte basilisk is de enige soort die in Noord-Amerika voorkomt, in de Amerikaanse staat Florida, maar deze soort is hier geïntroduceerd door de mens. De dieren zijn waarschijnlijk ontsnapte of uitgezette exemplaren uit de dierenhandel. De basilisk komt hier al lange tijd voor in een strook langs de zuidoostelijke kust rond de stad Miami.
Veel bronnen vermelden dat het verspreidingsgebied van de soort Basiliscus galeritus ook Panama en Costa Rica omvat, maar dit is achterhaald. De exemplaren die hier werden gevonden en voor Basiliscus galeritus werden aangezien bleken achteraf juveniele helmbasilisken te zijn.
De habitat bestaat uit vochtige regenwouden, en altijd in de buurt van water. Basilisken zijn echte waterliefhebbers die rivieren en meren gebruiken om in te vluchten. Basilisken kunnen zelfs enige tijd op de bodem verblijven als ze op het land worden bedreigd. Ook zijn ze in staat om over water te rennen om te vluchten bij gevaar. De favoriete plek van basilisken is een boven het water hangende tak waar ze kunnen zonnen en waar ze direct vanaf kunnen springen in het water bij gevaar. De enige uitzondering is de gestreepte basilisk, die ook ver van oppervlaktewater kan worden aangetroffen. Deze soort komt ook voor in door de mens aangepaste gebieden, zoals plantages. Ook van de soort Basiliscus galeritus is bekend dat gecultiveerde landschappen worden getolereerd. Op plaatsen waar de oorspronkelijke vegetatie is verdwenen leeft de basilisk in de begroeiing langs de wateren die met elkaar verbonden zijn. Ook kan de soort zich handhaven in door de mens aangepaste of kunstmatige oppervlaktewateren zoals meren bij dammen.

## Uiterlijke kenmerken

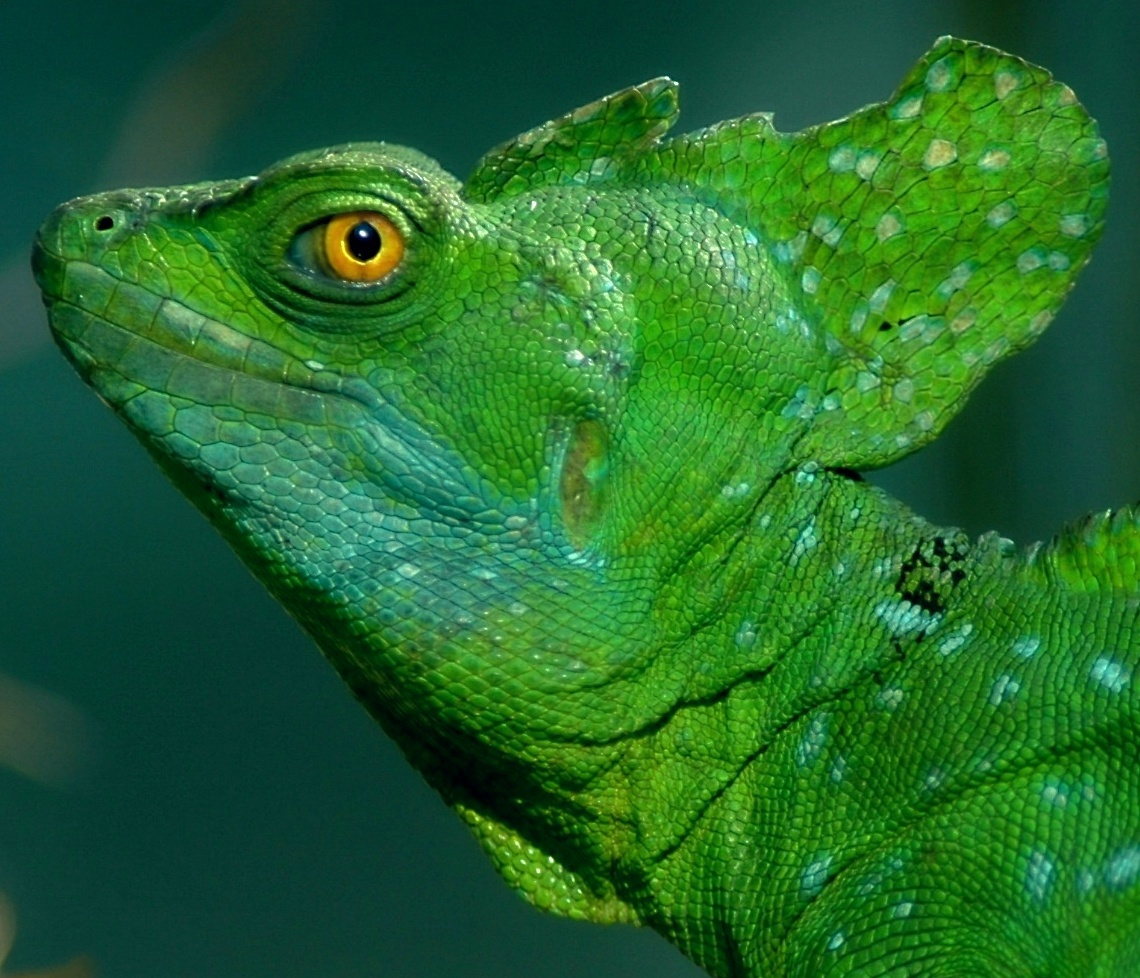
Kopprofiel van de kroonbasilisk, mannetje.

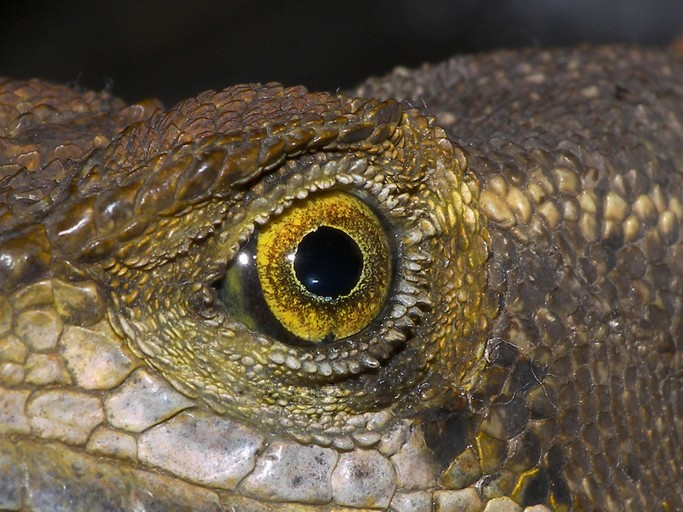
Veel exemplaren hebben gele ogen, afgebeeld is Basiliscus galeritus.

Basilisken zijn vrij grote hagedissen die een lichaamslengte bereiken van ongeveer 70 tot 90 centimeter. Het zijn echter alleen de mannetjes die zo lang worden, de vrouwtjes blijven een derde kleiner. Twee derde van de lichaamslengte van zowel mannetjes als vrouwtjes bestaat uit de lange staart, die aan het einde erg dun is.
De lichaamskleur is groen, vaak zijn de jongen bruin van kleur. De kop en het lichaam van de basilisken -met name de mannetjes- zijn vaak voorzien van bonte en contrasterende kleur. De huid is vaak voorzien van donkere of lichtere spikkels, vlekken of banden.
De kop draagt een dunne, maar hoge kam die vooral bij de mannetjes prominent is. Jongen hebben deze kam nog niet en bij de vrouwtjes is deze altijd sterk onderontwikkeld. Omdat de verschillende soorten met name aan de configuratie van de kammen op het lichaam te onderscheiden zijn, is alleen bij de volwassen mannetjes een zekere determinatie mogelijk op enige afstand.
Deze kam op de kop doet enigszins denken aan een hanenkam. Een aantal soorten heeft ook een hoge, zeilachtige rugkam, die door verharde uitsteeksels van de ruggenwervels wordt ondersteund. De rugkam gaat vaak over op de bovenzijde van het eerste deel van de staart die onderbroken is boven de staartwortel en een veel langere en hogere kam op de rug van het dier. De kammen komen alleen voor bij de mannetjes en dienen uitsluitend om andere mannetjes te imponeren.
De kammen doen sterk denken aan de zeilhagedissen uit het geslacht Hydrosaurus, maar deze soorten behoren tot de agamen. Ook lang geleden uitgestorven reptielen als Spinosaurus en Dimetrodon hadden een dergelijke zeilachtige kam.
De voorpoten zijn vrij kort, maar de achterpoten zijn juist lang en de tenen aan de achterpoten dragen brede huidflappen die het oppervlak van de poot aanzienlijk vergroten. Ook de nagels zijn lang zodat de dieren goed kunnen klimmen.
De staart is lang en dun en eindigt in een spitse punt. De staart wordt bij het rennen op de achterpoten omhoog geheven en dient als contragewicht om de balans te behouden. Bij het zwemmen wordt de staart gebruikt bij de voortstuwing, met de poten wordt gestuurd. De staart kan ten slotte ook worden gebruikt bij de verdediging, met de staart kan een flinke klap worden uitgedeeld waarbij de basilisk mikt op het gelaat van een vijand.
De staart van de basilisken kan niet worden afgeworpen zoals bij veel andere hagedissen het geval is en autotomie genoemd wordt. Als een deel van de staart verloren gaat groeit deze niet meer aan.

### Onderscheid en gelijkende groepen
De verschillende soorten zijn vaak eenvoudig van elkaar te onderscheiden. De gestreepte basilisk bijvoorbeeld heeft met name 's nachts twee lichte strepen aan weerszijden van het lichaam, overdag zijn de strepen minder goed zichtbaar. De soort Basiliscus galeritus heeft altijd een ronde kam op de bovenzijde van de kop. De helmbasilisk heeft een kam op de kop die vaak bestaat uit een enkel deel en de kroonbasilisk draagt een kam op de kop die aan de voorzijde een verlengd uitsteeksel heeft.
De verschillende basilisken komen deels in gebieden voor die elkaar sterk overlappen maar sommige soorten zijn endemisch in bepaalde landen. De helmbasilisk bijvoorbeeld is de enige soort die voorkomt in Venezuela en de gestreepte basilisk komt als enige basilisk voor in El Salvador.
Basilisken zijn duidelijk te onderscheiden van andere hagedissen binnen het natuurlijke areaal. Buiten hun verspreidingsgebied zijn ze alleen te verwarren met de zeilhagedissen uit het geslacht Hydrosaurus. Deze hagedissen komen voor in delen van Azië aan de andere kant van de wereld. Zeilhagedissen behoren ook tot een geheel andere familie; de agamen (Agamidae).

## Voedsel en vijanden
Basilisken zijn dagactief, 's nachts slapen ze op takken van bomen en grote struiken. Alle soorten zijn omnivoor, dat wil zeggen dat ze zowel dierlijk als plantaardig materiaal eten. De jongen eten voornamelijk kleine insecten die ze op het land vangen. Oudere exemplaren eten eveneens voornamelijk kleine dieren, zoals insecten en andere kleine ongewervelden. Ze eten echter ook plantendelen zoals bloemen, bessen, afgevallen fruit, zaden en bladeren van verschillende planten.
Grotere basilisken eten alles wat ze te pakken kunnen krijgen. Ze eten ook vissen die ze uit het water plukken met de bek, en daarnaast worden kreeftachtigen zoals krabben en garnalen maar ook andere waterbewoners zoals kikkers gevangen. Van de helmbasilisk is bekend dat kleine gewervelde dieren worden buitgemaakt en gegeten, zoals slapende vleermuizen. Ook andere kleine zoogdieren en vogels worden soms gegeten.
Vijanden van basilisken zijn met name roofvogels. Grotere roofvogels plukken de hagedis uit de struiken als deze niet snel genoeg is. Jonge basilisken hebben te vrezen van allerlei dieren, zoals grote roofvissen en andere reptielen zoals slangen.
Ook de mens is te beschouwen als een belangrijke vijand. De hagedissen zijn populair in de handel in exotische dieren en worden gevangen om te worden verkocht. De eieren van de basilisken worden gezien als delicatesse en zijn veel geld waard. In Ecuador worden de eieren van Basciliscus galeritus opgegraven voor de verkoop.

## Verdediging

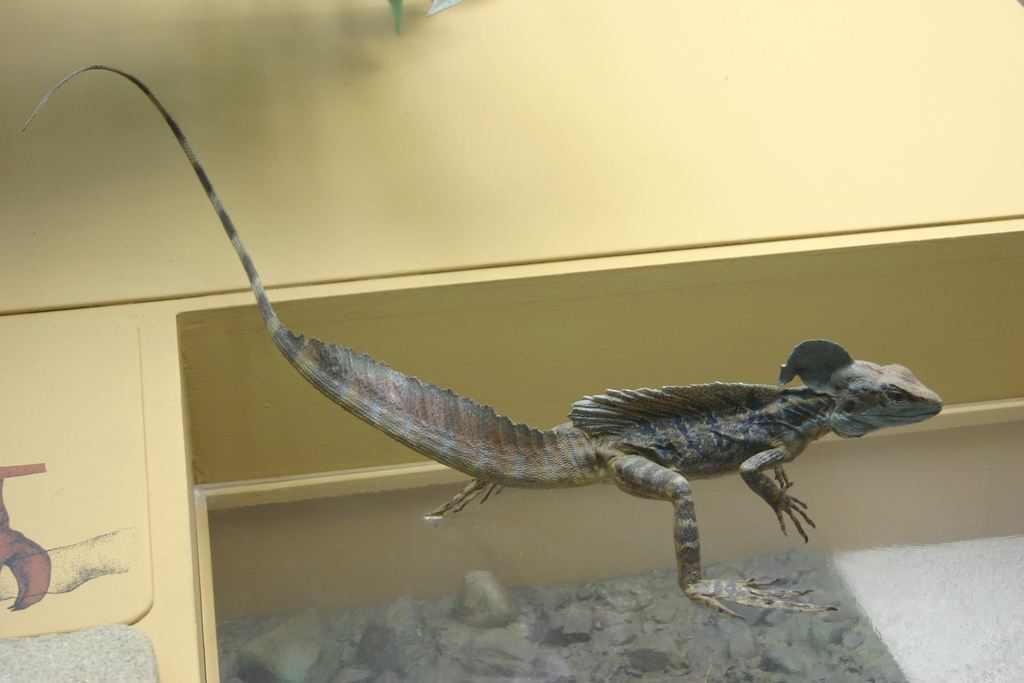
Model van een over het water rennende basilisk.

Basilisken zijn zeer schuw en blijven vaak in de buurt van het water om in te vluchten. Als een basilisk in het nauw wordt gedreven zal deze fel van zich af bijten. Door de grote kop en scherpe tanden kan men de dieren beter met rust laten.
Basilisken staan bekend om het vermogen snel weg te rennen op de achterpoten, dit is ook wel bekend van andere hagedissen. Deze hagedissen moeten echter een sprintje maken op vier poten voor ze in een opgerichte houding op de achterpoten kunnen overschakelen. De basilisken kunnen direct in opgerichte houding wegrennen.
Basilisken kunnen niet alleen op het land op de achterpoten rennen, maar zelfs al rennend op het wateroppervlak ontsnappen. Zo kunnen de hagedissen snel aan vijanden boven water ontkomen, tevens worden vijanden ontweken die in het water leven. Van basilisken is bekend dat ze zowel vanaf het land als vanuit een boven het water hangende tak op het water kunnen springen en zich lopend over het water verplaatsen. Zelfs als ze zwemmen en boven water komen kunnen ze direct overschakelen op een rennende beweging.
Tijdens het rennen op het wateroppervlak trapt de basilisk met de poten hard op het wateroppervlak, waardoor er een luchtbel ontstaat rond de voet. De franjeachtige schubben aan de tenen vergroten het pootoppervlak hierbij aanzienlijk. De opstijgende lucht in de bel duwt de voet omhoog maar de luchtbel vult zich binnen zeer korte tijd weer met water en verdwijnt snel. De hagedis moet hierdoor noodgedwongen zeer snel rennen om boven water te blijven. Jongere basilisken kunnen veel eerder komen dan oudere exemplaren omdat ze lichter zijn en verhoudingsgewijs grotere poten en krachtigere spieren hebben. Een juveniel van twee gram kan ruim twee keer zoveel (225%) opwaartse kracht opwekken als benodigd is om het lichaam boven water te houden vergeleken met een volwassen exemplaar (110%). De volwassen dieren zakken na enige tijd in het water waarna ze zich zwemmend moeten voortbewegen.
Het vermogen om over het water te kunnen rennen heeft geleid tot de bijnaam Jezus Christushagedis. De basilisken zijn echter niet de enige hagedissen die dit trucje kennen. Ook de zeilhagedissen uit het geslacht Hydrosaurus kunnen over het water rennen. De zeilhagedissen behoren tot een andere groep van hagedissen en leven in een ander werelddeel. Deze gedeelde gespecialiseerde aanpassing op het leven bij het water wordt wel convergente evolutie genoemd.

## Voortplanting en ontwikkeling

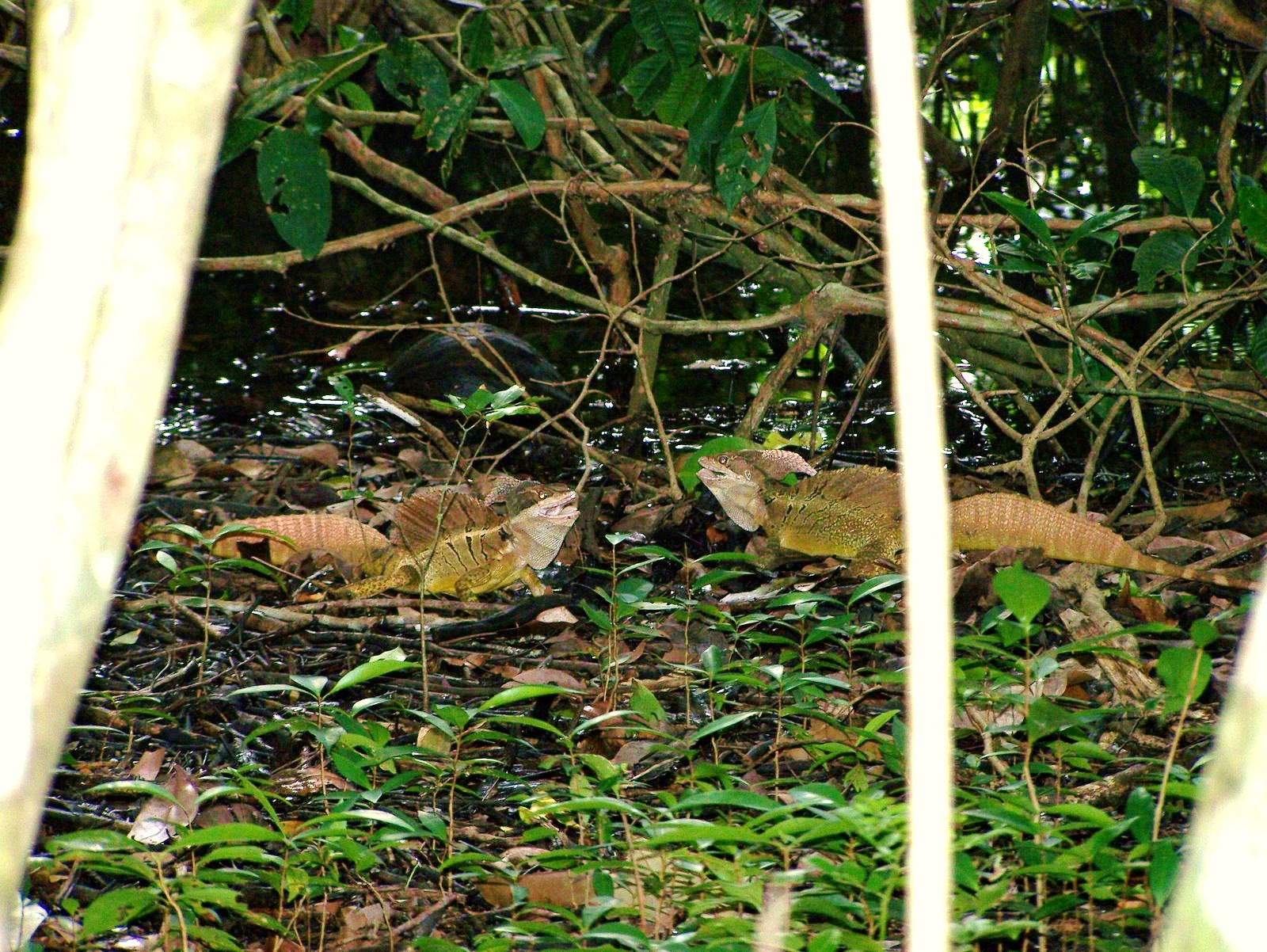
Twee vechtende mannetjes van de helmbasilisk.

Het voortplantingsseizoen is in maart, vervolgens kunnen de vrouwtjes tien maanden lang eieren afzetten. In het voortplantingsseizoen verdedigen de mannetjes een territorium. Ze zijn hierbij bijzonder agressief tegen mannelijke soortgenoten en er worden felle gevechten gehouden waarbij ze elkaar bijten.
De vrouwtjes zetten de eieren af in een zelfgegraven holletje van ongeveer 10 centimeter diep. Per legsel worden enkele eieren tot 18 eieren afgezet. De eieren komen na ongeveer drie maanden uit, de jongen zijn dan ongeveer acht centimeter lang. De eerste jongen komen ter wereld aan het begin van het regenseizoen, als er voldoende voedsel is. De jongen hebben een eitand op de snuit om zich uit het ei te bevrijden. Ze maken hierbij kruisachtige insnijdingen in de eierschaal om deze te openen. De jongen voeden zich voornamelijk met kleine insecten.
De leeftijd waarop de basilisk volwassen wordt verschilt per soort. De mannetjes en vrouwtjes van de gestreepte basilisk zijn na drie maanden tot een jaar volwassen. De vrouwtjes van de helmbasilisk zijn na ruim anderhalf jaar volwassen en de mannetjes pas na twee jaar.
De maximale leeftijd die basilisken in het wild bereiken is ongeveer vier tot zes jaar. In gevangenschap kunnen ze meer dan 9 jaar oud worden.

## Taxonomie en indeling
Basilisken behoren tot de hagedissen en meer specifiek tot de familie helmleguanen (Corytophanidae). Alle andere soorten uit deze groep staan bekend als helm(kop)leguanen en hebben eveneens een verhoogde kam op de kop.
Er zijn vier soorten, die allemaal een iets ander verspreidingsgebied hebben. De verschillende soorten hebben daarnaast ook afwijkende uiterlijke kenmerken. De helmbasilisk (Basiliscus basiliscus) de enige die ondersoorten kent, dit zijn Basiliscus basiliscus basiliscus en Basiliscus basiliscus barbouri. In de onderstaande tabel zijn alle soorten weergegeven met een afbeelding, het verspreidingsgebied en enkele uiterlijke kenmerken.
| Afbeelding | Wetenschappelijke naam                                    | Verspreidingsgebied                                                                                        | Kenmerken |
| ---------- | --------------------------------------------------------- | --- | --- |
|            | Helmbasilisk (Basiliscus basiliscus) Linnaeus (1758)      | Colombia, Costa Rica, Ecuador, Nicaragua, Panama en Venezuela                                              | Hoge, zeilachtige kam op de rug en achter de staartwortel. Hoge en brede, puntige kam aan de achterzijde van de kop die duidelijk naar achter en naar onderen gekromd is.                                                           |
|            | Basiliscus galeritus Duméril (1851)                       | Colombia en oostelijk Ecuador                                                                              | Meestal een roodbruine buikzijde en delen van de kop, enkelvoudige kam aan de achterzijde van de kop. De kam heeft een karakteristieke, ronde vorm.                                                                                 |
|            | Kroonbasilisk (Basiliscus plumifrons) Cope (1876)         | Costa Rica, Honduras, Nicaragua en Panama                                                                  | Hoge, zeilachtige kam op de rug en achter de staartwortel. Hoge en brede kam aan de achterzijde van de kop en een kleine, hoornachtige kam aan de voorzijde van de kop.                                                             |
|            | Gestreepte basilisk (Basiliscus vittatus) Wiegmann (1828) | Belize, Costa Rica, El Salvador, Guatemala, Honduras, Mexico, Nicaragua en Panama, geïntroduceerd in de VS | Volwassen dieren zijn met name 's nachts te herkennen aan de gele tot witte flankstreep en een streep van de neuspunt tot de voorpootoksel die de andere soorten meestal niet hebben. Alleen een kam aan de achterzijde van de kop. |